# Élections départementales de 2015 dans les Landes
Les élections départementales ont lieu les 22 et 29 mars 2015.

## Contexte départemental

### Assemblée départementale sortante
Avant les élections, le conseil général des Landes est présidé par Henri Emmanuelli (PS).
Il comprend 30 conseillers généraux issus des 30 cantons des Landes. Après le redécoupage cantonal de 2014, ce sont 30 conseillers départementaux qui seront élus au sein des 15 nouveaux cantons des Landes.
| Parti                                | Sigle | Sigle | Élus |
| ------------------------------------ | ----- | ----- | ---- |
| Majorité (24 sièges)                 |       |       |      |
| Parti socialiste                     |       | PS    | 23   |
| Parti communiste français            |       | PCF   | 1    |
| Opposition (6 sièges)                |       |       |      |
| Union pour un mouvement populaire    |       | UMP   | 2    |
| Divers gauche                        |       | DVG   | 1    |
| Sans étiquette                       |       | SE    | 1    |
| Union des démocrates et indépendants |       | UDI   | 1    |
| Divers droite                        |       | DVD   | 1    |
| Président du conseil général         |       |       |      |
| Henri Emmanuelli (PS)                |       |       |      |

### Assemblée départementale élue
| Parti                                | Sigle | Sigle | Élus |
| ------------------------------------ | ----- | ----- | ---- |
| Majorité (20 sièges)                 |       |       |      |
| Parti socialiste                     |       | PS    | 17   |
| Parti communiste français            |       | PCF   | 2    |
| FG                                   |       | FG    | 1    |
| Opposition (10 sièges)               |       |       |      |
| Union pour un mouvement populaire    |       | UMP   | 4    |
| MoDem                                |       | MoDem | 3    |
| Union des démocrates et indépendants |       | UDI   | 2    |
| Divers droite                        |       | DVD   | 1    |
| Président du conseil départemental   |       |       |      |
| Henri Emmanuelli (PS)                |       |       |      |

## Résultats à l'échelle du département
Les calculs de pourcentages sont arrêtés à la deuxième décimale. Il est donc possible que la somme des pourcentages ne soit pas égale à 100.

### Résultats par nuances du ministère de l'Intérieur
Les nuances utilisées par le ministère de l'Intérieur ne tiennent pas compte des alliances locales.
| Binômes     | Binômes            | Premier tour | Premier tour | Second tour | Second tour | Sièges |
| Binômes     | Binômes            | Voix         | %            | Voix        | %           | Sièges |
| ----------- | ------------------ | ------------ | ------------ | ----------- | ----------- | ------ |
|             | PS                 | 57 453       | 34,96        | 58 383      | 41,78       | 16     |
|             | FG                 | 12 892       | 7,85         | 4 471       | 3,20        | 2      |
|             | Union de la gauche | 4 861        | 2,96         | 5 310       | 3,80        | 2      |
|             | EÉLV               | 2 666        | 1,62         |             |             |        |
|             | DVG                | 1 427        | 0,87         |             |             |        |
| Gauche      | Gauche             | 79 299       | 48,26        | 68 164      | 48,78       | 20     |
|             |                    |              |              |             |             |        |
|             | Union de la droite | 53 618       | 32,63        | 68 075      | 48,72       | 10     |
|             | DLF                | 716          | 0,44         |             |             |        |
| Droite      | Droite             | 54 334       | 33,07        | 68 075      | 48,72       | 10     |
|             |                    |              |              |             |             |        |
|             | FN                 | 30 686       | 18,67        | 3 499       | 2,50        | 0      |
|             |                    |              |              |             |             |        |
| Inscrits    | Inscrits           | 301 258      | 100,00       | 281 661     | 100,00      |        |
| Abstentions | Abstentions        | 128 936      | 42,80        | 126 032     | 44,75       |        |
| Votants     | Votants            | 172 322      | 57,20        | 155 629     | 55,25       |        |
| Blancs      | Blancs             | 4 961        | 2,88         | 10 707      | 6,88        |        |
| Nuls        | Nuls               | 3 042        | 1,77         | 5 184       | 3,33        |        |
| Exprimés    | Exprimés           | 164 319      | 95,36        | 139 738     | 89,79       |        |

### Résultats pas canton
| Canton                     | Conseiller sortant         | Parti       | Parti       | Conseiller élu         | Parti           | Parti           |
| -------------------------- | -------------------------- | ----------- | ----------- | ---------------------- | --------------- | --------------- |
| Adour Armagnac             | Canton créé                | Canton créé | Canton créé | Marie-France Gauthier  |                 | UDI             |
| Adour Armagnac             | Canton créé                | Canton créé | Canton créé | Xavier Lagrave         |                 | UDI             |
| Aire-sur-l'Adour           | Robert Cabé                |             | PS          | Canton supprimé        | Canton supprimé | Canton supprimé |
| Amou                       | Odile Lafitte              |             | PS          | Canton supprimé        | Canton supprimé | Canton supprimé |
| Castets                    | Gérard Subsol*             |             | PS          | Canton supprimé        | Canton supprimé | Canton supprimé |
| Chalosse Tursan            | Canton créé                | Canton créé | Canton créé | Monique Lubin          |                 | PS              |
| Chalosse Tursan            | Canton créé                | Canton créé | Canton créé | Olivier Martinez       |                 | PS              |
| Côte d'Argent              | Canton créé                | Canton créé | Canton créé | Xavier Fortinon        |                 | PS              |
| Côte d'Argent              | Canton créé                | Canton créé | Canton créé | Muriel Lagorce         |                 | PS              |
| Coteau de Chalosse         | Canton créé                | Canton créé | Canton créé | Henri Emmanuelli       |                 | PS              |
| Coteau de Chalosse         | Canton créé                | Canton créé | Canton créé | Odile Lafitte          |                 | PS              |
| Dax-Nord                   | Henri Bédat                |             | PS          | Canton supprimé        | Canton supprimé | Canton supprimé |
| Dax-Sud                    | Gabriel Bellocq            |             | PS          | Canton supprimé        | Canton supprimé | Canton supprimé |
| Dax-1                      | Canton créé                | Canton créé | Canton créé | Henri Bédat            |                 | PS              |
| Dax-1                      | Canton créé                | Canton créé | Canton créé | Catherine Delmon       |                 | PS              |
| Dax-2                      | Canton créé                | Canton créé | Canton créé | Gabriel Bellocq        |                 | PS              |
| Dax-2                      | Canton créé                | Canton créé | Canton créé | Gloria Dorval          |                 | PS              |
| Gabarret                   | Michel Herrero*            |             | UMP         | Canton supprimé        | Canton supprimé | Canton supprimé |
| Geaune                     | Gilles Couture*            |             | PS          | Canton supprimé        | Canton supprimé | Canton supprimé |
| Grands Lacs                | Canton créé                | Canton créé | Canton créé | Patricia Cassagne      |                 | UMP             |
| Grands Lacs                | Canton créé                | Canton créé | Canton créé | Alain Dudon            |                 | UMP             |
| Grenade-sur-l'Adour        | Pierre Dufourcq*           |             | UDI         | Canton supprimé        | Canton supprimé | Canton supprimé |
| Hagetmau                   | Monique Lubin              |             | PS          | Canton supprimé        | Canton supprimé | Canton supprimé |
| Haute Lande Armagnac       | Canton créé                | Canton créé | Canton créé | Dominique Coutière     |                 | PS              |
| Haute Lande Armagnac       | Canton créé                | Canton créé | Canton créé | Magali Valiorgue       |                 | PS              |
| Labrit                     | Dominique Coutière         |             | PS          | Canton supprimé        | Canton supprimé | Canton supprimé |
| Marensin-Sud               | Canton créé                | Canton créé | Canton créé | Lionel Camblanne       |                 | DVD             |
| Marensin-Sud               | Canton créé                | Canton créé | Canton créé | Anne-Marie Dauga       |                 | UMP             |
| Mimizan                    | Xavier Fortinon            |             | PS          | Canton supprimé        | Canton supprimé | Canton supprimé |
| Mont-de-Marsan-Nord        | Didier Simon               |             | PS          | Canton supprimé        | Canton supprimé | Canton supprimé |
| Mont-de-Marsan-Sud         | Renaud Lahitète            |             | PS          | Canton supprimé        | Canton supprimé | Canton supprimé |
| Mont-de-Marsan-1           | Canton créé                | Canton créé | Canton créé | Mathieu Ara            |                 | MoDem           |
| Mont-de-Marsan-1           | Canton créé                | Canton créé | Canton créé | Chantal Gonthier       |                 | UMP             |
| Mont-de-Marsan-2           | Canton créé                | Canton créé | Canton créé | Geneviève Darrieussecq |                 | MoDem           |
| Mont-de-Marsan-2           | Canton créé                | Canton créé | Canton créé | Pierre Mallet          |                 | MoDem           |
| Montfort-en-Chalosse       | Marie-Élisabeth Servières* |             | PS          | Canton supprimé        | Canton supprimé | Canton supprimé |
| Morcenx                    | Jean-Claude Deyres*        |             | PS          | Canton supprimé        | Canton supprimé | Canton supprimé |
| Mugron                     | Henri Emmanuelli           |             | PS          | Canton supprimé        | Canton supprimé | Canton supprimé |
| Orthe et Arrigans          | Canton créé                | Canton créé | Canton créé | Rachel Durquéty        |                 | PS              |
| Orthe et Arrigans          | Canton créé                | Canton créé | Canton créé | Yves Lahoun            |                 | PCF             |
| Parentis-en-Born           | Alain Dudon                |             | UMP         | Canton supprimé        | Canton supprimé | Canton supprimé |
| Le Pays morcenais tarusate | Canton créé                | Canton créé | Canton créé | Paul Carrère           |                 | PS              |
| Le Pays morcenais tarusate | Canton créé                | Canton créé | Canton créé | Dominique Degos        |                 | PS              |
| Le Pays tyrossais          | Canton créé                | Canton créé | Canton créé | Sylvie Bergeroo        |                 | PS              |
| Le Pays tyrossais          | Canton créé                | Canton créé | Canton créé | Jean-Luc Delpuech      |                 | PS              |
| Peyrehorade                | Jean Pétrau                |             | DVD         | Canton supprimé        | Canton supprimé | Canton supprimé |
| Pissos                     | Guy Destenave*             |             | PS          | Canton supprimé        | Canton supprimé | Canton supprimé |
| Pouillon                   | Yves Lahoun                |             | PCF         | Canton supprimé        | Canton supprimé | Canton supprimé |
| Roquefort                  | Guy Bergès*                |             | SE          | Canton supprimé        | Canton supprimé | Canton supprimé |
| Sabres                     | Jean-Louis Pédeuboy*       |             | PS          | Canton supprimé        | Canton supprimé | Canton supprimé |
| Saint-Martin-de-Seignanx   | Lionel Causse              |             | PS          | Canton supprimé        | Canton supprimé | Canton supprimé |
| Saint-Sever                | Jean-Pierre Dalm*          |             | DVG         | Canton supprimé        | Canton supprimé | Canton supprimé |
| Saint-Vincent-de-Tyrosse   | Michèle Labeyrie*          |             | PS          | Canton supprimé        | Canton supprimé | Canton supprimé |
| Seignanx                   | Canton créé                | Canton créé | Canton créé | Éva Belin              |                 | FG              |
| Seignanx                   | Canton créé                | Canton créé | Canton créé | Jean-Marc Lespade      |                 | PCF             |
| Sore                       | Jean-Marie Boudey*         |             | PS          | Canton supprimé        | Canton supprimé | Canton supprimé |
| Soustons                   | Hervé Bouyrie*             |             | PS          | Canton supprimé        | Canton supprimé | Canton supprimé |
| Tartas-Est                 | Jean-François Broquères*   |             | PS          | Canton supprimé        | Canton supprimé | Canton supprimé |
| Tartas-Ouest               | Bernard Subsol*            |             | PS          | Canton supprimé        | Canton supprimé | Canton supprimé |
| Villeneuve-de-Marsan       | Maryvonne Florence         |             | PS          | Canton supprimé        | Canton supprimé | Canton supprimé |

* Conseillers généraux sortants ne se représentant pas

## Résultats par canton

### Canton d'Adour Armagnac
| Candidats            | Candidats             | Partis      | Partis      | Premier tour | Premier tour | Second tour | Second tour |
| Candidats            | Candidats             | Partis      | Partis      | Voix         | %            | Voix        | %           |
| -------------------- | --------------------- | ----------- | ----------- | ------------ | ------------ | ----------- | ----------- |
| 1                    | Robert Cabé*          |             | PS          | 3 736        | 34,90        | 4 717       | 45,07       |
| 1                    | Maryvonne Florence*   |             | PS          | 3 736        | 34,90        | 4 717       | 45,07       |
| 2                    | Marie-France Gauthier |             | UDI         | 4 240        | 39,60        | 5 750       | 54,93       |
| 2                    | Xavier Lagrave        |             | UDI         | 4 240        | 39,60        | 5 750       | 54,93       |
| 3                    | Arnaud Lagrave        |             | FN          | 1 995        | 18,63        |             |             |
| 3                    | Nicole Protoy         |             | FN          | 1 995        | 18,63        |             |             |
| 4                    | Christian Duprat      |             | PCF         | 735          | 6,87         |             |             |
| 4                    | Brigitte Navarre      |             | PCF         | 735          | 6,87         |             |             |
|                      |                       |             |             |              |              |             |             |
| Inscrits             | Inscrits              | Inscrits    | Inscrits    | 18 290       | 100,00       | 18 200      | 100,00      |
| Abstentions          | Abstentions           | Abstentions | Abstentions | 7 061        | 38,61        | 6 951       | 38,19       |
| Votants              | Votants               | Votants     | Votants     | 11 229       | 61,39        | 11 249      | 61,81       |
| Blancs               | Blancs                | Blancs      | Blancs      | 322          | 2,87         | 478         | 4,25        |
| Nuls                 | Nuls                  | Nuls        | Nuls        | 201          | 1,79         | 304         | 2,70        |
| Exprimés             | Exprimés              | Exprimés    | Exprimés    | 10 706       | 95,34        | 10 467      | 93,05       |
| * conseiller sortant |                       |             |             |              |              |             |             |

### Canton de Chalosse Tursan
| Candidats            | Candidats        | Partis      | Partis      | Premier tour | Premier tour | Second tour | Second tour |
| Candidats            | Candidats        | Partis      | Partis      | Voix         | %            | Voix        | %           |
| -------------------- | ---------------- | ----------- | ----------- | ------------ | ------------ | ----------- | ----------- |
| 1                    | Monique Lubin*   |             | PS          | 5 657        | 45,50        | 6 534       | 51,77       |
| 1                    | Olivier Martinez |             | PS          | 5 657        | 45,50        | 6 534       | 51,77       |
| 2                    | Pascale Requenna |             | DVD         | 4 997        | 40,19        | 6 087       | 48,23       |
| 2                    | Arnaud Tauzin    |             | UMP         | 4 997        | 40,19        | 6 087       | 48,23       |
| 3                    | Bertrand Bergès  |             | FN          | 1 779        | 14,31        |             |             |
| 3                    | Maria Bergès     |             | FN          | 1 779        | 14,31        |             |             |
|                      |                  |             |             |              |              |             |             |
| Inscrits             | Inscrits         | Inscrits    | Inscrits    | 20 334       | 100,00       | 20 319      | 100,00      |
| Abstentions          | Abstentions      | Abstentions | Abstentions | 7 198        | 35,40        | 6 954       | 34,22       |
| Votants              | Votants          | Votants     | Votants     | 13 136       | 64,60        | 13 365      | 65,78       |
| Blancs               | Blancs           | Blancs      | Blancs      | 464          | 3,53         | 448         | 3,35        |
| Nuls                 | Nuls             | Nuls        | Nuls        | 239          | 1,82         | 296         | 2,21        |
| Exprimés             | Exprimés         | Exprimés    | Exprimés    | 12 433       | 94,65        | 12 621      | 94,43       |
| * conseiller sortant |                  |             |             |              |              |             |             |

### Canton de Côte d'Argent
| Candidats            | Candidats         | Partis      | Partis      | Premier tour | Premier tour | Second tour | Second tour |
| Candidats            | Candidats         | Partis      | Partis      | Voix         | %            | Voix        | %           |
| -------------------- | ----------------- | ----------- | ----------- | ------------ | ------------ | ----------- | ----------- |
| 1                    | Patricia Lamarque |             | UDI         | 3 670        | 35,91        | 4 836       | 47,99       |
| 1                    | Philippe Mouhel   |             | UDI         | 3 670        | 35,91        | 4 836       | 47,99       |
| 2                    | Xavier Fortinon*  |             | PS          | 4 010        | 39,24        | 5 242       | 52,01       |
| 2                    | Muriel Lagorce    |             | PS          | 4 010        | 39,24        | 5 242       | 52,01       |
| 3                    | Ludovic Bézé      |             | FN          | 1 791        | 17,52        |             |             |
| 3                    | Sandrine Gicquel  |             | FN          | 1 791        | 17,52        |             |             |
| 4                    | Maryse Corret     |             | PCF         | 749          | 7,33         |             |             |
| 4                    | Thierry Le Bris   |             | PCF         | 749          | 7,33         |             |             |
|                      |                   |             |             |              |              |             |             |
| Inscrits             | Inscrits          | Inscrits    | Inscrits    | 18 399       | 100,00       | 18 398      | 100,00      |
| Abstentions          | Abstentions       | Abstentions | Abstentions | 7 677        | 41,73        | 7 558       | 41,08       |
| Votants              | Votants           | Votants     | Votants     | 10 722       | 58,27        | 10 840      | 58,92       |
| Blancs               | Blancs            | Blancs      | Blancs      | 382          | 3,56         | 510         | 4,70        |
| Nuls                 | Nuls              | Nuls        | Nuls        | 120          | 1,12         | 252         | 2,32        |
| Exprimés             | Exprimés          | Exprimés    | Exprimés    | 10 220       | 95,32        | 10 078      | 92,97       |
| * conseiller sortant |                   |             |             |              |              |             |             |

### Canton de Coteau de Chalosse
| Candidats            | Candidats         | Partis      | Partis      | Premier tour | Premier tour |
| Candidats            | Candidats         | Partis      | Partis      | Voix         | %            |
| -------------------- | ----------------- | ----------- | ----------- | ------------ | ------------ |
| 1                    | Françoise Décan   |             | PCF         | 887          | 7,42         |
| 1                    | Didier Merrien    |             | PCF         | 887          | 7,42         |
| 2                    | Florence Bergez   |             | UMP         | 3 016        | 25,24        |
| 2                    | François Lafitte  |             | UMP         | 3 016        | 25,24        |
| 3                    | Michel Bouttier   |             | FN          | 1 980        | 16,57        |
| 3                    | Louise Mélégari   |             | FN          | 1 980        | 16,57        |
| 4                    | Henri Emmanuelli* |             | PS          | 6 067        | 50,77        |
| 4                    | Odile Lafitte*    |             | PS          | 6 067        | 50,77        |
|                      |                   |             |             |              |              |
| Inscrits             | Inscrits          | Inscrits    | Inscrits    | 19 567       | 100,00       |
| Abstentions          | Abstentions       | Abstentions | Abstentions | 7 081        | 36,19        |
| Votants              | Votants           | Votants     | Votants     | 12 486       | 63,81        |
| Blancs               | Blancs            | Blancs      | Blancs      | 305          | 2,44         |
| Nuls                 | Nuls              | Nuls        | Nuls        | 231          | 1,85         |
| Exprimés             | Exprimés          | Exprimés    | Exprimés    | 11 950       | 95,71        |
| * conseiller sortant |                   |             |             |              |              |

### Canton de Dax-1
| Candidats            | Candidats           | Partis      | Partis      | Premier tour | Premier tour | Second tour | Second tour |
| Candidats            | Candidats           | Partis      | Partis      | Voix         | %            | Voix        | %           |
| -------------------- | ------------------- | ----------- | ----------- | ------------ | ------------ | ----------- | ----------- |
| 1                    | Yveline Bardin      |             | FN          | 1 932        | 21,09        |             |             |
| 1                    | Laurent Riffault    |             | FN          | 1 932        | 21,09        |             |             |
| 2                    | Sylvie Péducasse    |             | PCF         | 854          | 9,32         |             |             |
| 2                    | Didier Zarzuelo     |             | PCF         | 854          | 9,32         |             |             |
| 3                    | Nicole Mascaras     |             | DVD         | 2 208        | 24,10        | 3 490       | 41,93       |
| 3                    | Benoît de Valicourt |             | UMP         | 2 208        | 24,10        | 3 490       | 41,93       |
| 4                    | Henri Bédat*        |             | PS          | 3 712        | 40,52        | 4 834       | 58,07       |
| 4                    | Catherine Delmon    |             | PS          | 3 712        | 40,52        | 4 834       | 58,07       |
| 5                    | Florence Diffembach |             | EÉLV        | 456          | 4,98         |             |             |
| 5                    | Alain Godot         |             | EÉLV        | 456          | 4,98         |             |             |
|                      |                     |             |             |              |              |             |             |
| Inscrits             | Inscrits            | Inscrits    | Inscrits    | 17 245       | 100,00       | 17 244      | 100,00      |
| Abstentions          | Abstentions         | Abstentions | Abstentions | 7 619        | 44,18        | 7 932       | 46,00       |
| Votants              | Votants             | Votants     | Votants     | 9 626        | 55,82        | 9 312       | 54,00       |
| Blancs               | Blancs              | Blancs      | Blancs      | 285          | 2,96         | 538         | 5,78        |
| Nuls                 | Nuls                | Nuls        | Nuls        | 179          | 1,86         | 450         | 4,83        |
| Exprimés             | Exprimés            | Exprimés    | Exprimés    | 9 162        | 95,18        | 8 324       | 89,39       |
| * conseiller sortant |                     |             |             |              |              |             |             |

### Canton de Dax-2
| Candidats            | Candidats        | Partis      | Partis      | Premier tour | Premier tour | Second tour | Second tour |
| Candidats            | Candidats        | Partis      | Partis      | Voix         | %            | Voix        | %           |
| -------------------- | ---------------- | ----------- | ----------- | ------------ | ------------ | ----------- | ----------- |
| 1                    | Gabriel Bellocq* |             | PS          | 4 492        | 40,37        | 5 510       | 50,80       |
| 1                    | Gloria Dorval    |             | PS          | 4 492        | 40,37        | 5 510       | 50,80       |
| 2                    | Jean-Lou Arrouy  |             | EÉLV        | 391          | 3,51         |             |             |
| 2                    | Isabelle Nail    |             | EÉLV        | 391          | 3,51         |             |             |
| 3                    | Martine Dedieu   |             | DVD         | 3 828        | 34,40        | 5 337       | 49,20       |
| 3                    | Julien Dubois    |             | UMP         | 3 828        | 34,40        | 5 337       | 49,20       |
| 4                    | Dominique Dudous |             | PCF         | 470          | 4,22         |             |             |
| 4                    | André Rossard    |             | PCF         | 470          | 4,22         |             |             |
| 5                    | Nadine Peyrin    |             | FN          | 1 946        | 17,49        |             |             |
| 5                    | Patrick Rouland  |             | FN          | 1 946        | 17,49        |             |             |
|                      |                  |             |             |              |              |             |             |
| Inscrits             | Inscrits         | Inscrits    | Inscrits    | 21 348       | 100,00       | 21 348      | 100,00      |
| Abstentions          | Abstentions      | Abstentions | Abstentions | 9 742        | 45,63        | 9 748       | 45,66       |
| Votants              | Votants          | Votants     | Votants     | 11 606       | 54,37        | 11 600      | 54,34       |
| Blancs               | Blancs           | Blancs      | Blancs      | 190          | 1,64         | 190         | 1,64        |
| Nuls                 | Nuls             | Nuls        | Nuls        | 289          | 2,49         | 563         | 4,85        |
| Exprimés             | Exprimés         | Exprimés    | Exprimés    | 11 127       | 95,87        | 10 847      | 93,51       |
| * conseiller sortant |                  |             |             |              |              |             |             |

### Canton des Grands Lacs
| Candidats            | Candidats                     | Partis      | Partis      | Premier tour | Premier tour | Second tour | Second tour |
| Candidats            | Candidats                     | Partis      | Partis      | Voix         | %            | Voix        | %           |
| -------------------- | ----------------------------- | ----------- | ----------- | ------------ | ------------ | ----------- | ----------- |
| 1                    | Marie-Pilar Losada-Lemarchand |             | DLF         | 326          | 2,61         |             |             |
| 1                    | Jean-Claude Payen             |             | DLF         | 326          | 2,61         |             |             |
| 2                    | Christophe Bardin             |             | FN          | 3 190        | 25,58        | 3 334       | 30,46       |
| 2                    | Alexandra Urfalino            |             | FN          | 3 190        | 25,58        | 3 334       | 30,46       |
| 3                    | Patrick Dorville              |             | PS          | 2 753        | 22,08        |             |             |
| 3                    | Laure Nayach                  |             | PS          | 2 753        | 22,08        |             |             |
| 4                    | Patricia Cassagne             |             | UMP         | 5 213        | 41,80        | 7 610       | 69,54       |
| 4                    | Alain Dudon*                  |             | UMP         | 5 213        | 41,80        | 7 610       | 69,54       |
| 5                    | Hervé Bouillet                |             | PCF         | 988          | 7,92         |             |             |
| 5                    | Sophie Donate Castera         |             | PCF         | 988          | 7,92         |             |             |
|                      |                               |             |             |              |              |             |             |
| Inscrits             | Inscrits                      | Inscrits    | Inscrits    | 25 094       | 100,00       | 24 108      | 100,00      |
| Abstentions          | Abstentions                   | Abstentions | Abstentions | 12 038       | 47,97        | 11 661      | 48,37       |
| Votants              | Votants                       | Votants     | Votants     | 13 056       | 52,03        | 12 447      | 51,63       |
| Blancs               | Blancs                        | Blancs      | Blancs      | 389          | 2,98         | 1 075       | 8,64        |
| Nuls                 | Nuls                          | Nuls        | Nuls        | 197          | 1,51         | 428         | 3,44        |
| Exprimés             | Exprimés                      | Exprimés    | Exprimés    | 12 470       | 95,51        | 10 944      | 87,92       |
| * conseiller sortant |                               |             |             |              |              |             |             |

### Canton de Haute Lande Armagnac
| Candidats            | Candidats             | Partis      | Partis      | Premier tour | Premier tour | Second tour | Second tour |
| Candidats            | Candidats             | Partis      | Partis      | Voix         | %            | Voix        | %           |
| -------------------- | --------------------- | ----------- | ----------- | ------------ | ------------ | ----------- | ----------- |
| 1                    | Chantal Jolit         |             | FN          | 2 056        | 22,73        |             |             |
| 1                    | Daniel Ladeuix        |             | FN          | 2 056        | 22,73        |             |             |
| 2                    | Hélène Blanchet       |             | UMP         | 2 134        | 23,59        | 3 387       | 40,18       |
| 2                    | Philippe Saint-Martin |             | UMP         | 2 134        | 23,59        | 3 387       | 40,18       |
| 3                    | Dominique Coutière*   |             | PS          | 3 959        | 43,77        | 5 042       | 59,82       |
| 3                    | Magali Valiorgue      |             | PS          | 3 959        | 43,77        | 5 042       | 59,82       |
| 4                    | Solange Dané          |             | PCF         | 896          | 9,91         |             |             |
| 4                    | Philippe Lucas        |             | PCF         | 896          | 9,91         |             |             |
|                      |                       |             |             |              |              |             |             |
| Inscrits             | Inscrits              | Inscrits    | Inscrits    | 16 894       | 100,00       | 16 894      | 100,00      |
| Abstentions          | Abstentions           | Abstentions | Abstentions | 7 264        | 43,00        | 7 406       | 43,84       |
| Votants              | Votants               | Votants     | Votants     | 9 630        | 57,00        | 9 488       | 56,16       |
| Blancs               | Blancs                | Blancs      | Blancs      | 356          | 3,70         | 718         | 7,57        |
| Nuls                 | Nuls                  | Nuls        | Nuls        | 229          | 2,38         | 341         | 3,59        |
| Exprimés             | Exprimés              | Exprimés    | Exprimés    | 9 045        | 93,93        | 8,429       | 88,84       |
| * conseiller sortant |                       |             |             |              |              |             |             |

### Canton de Marensin-Sud
| Candidats   | Candidats                  | Partis      | Partis      | Premier tour | Premier tour | Second tour | Second tour |
| Candidats   | Candidats                  | Partis      | Partis      | Voix         | %            | Voix        | %           |
| ----------- | -------------------------- | ----------- | ----------- | ------------ | ------------ | ----------- | ----------- |
| 1           | Arnaud Pinatel             |             | PS          | 4 171        | 33,02        | 5 382       | 43,66       |
| 1           | Hélène Sarriquet           |             | PS          | 4 171        | 33,02        | 5 382       | 43,66       |
| 2           | Bernadette Campagne-Ibarcq |             | EÉLV        | 843          | 6,67         |             |             |
| 2           | Dominique Perron           |             | EÉLV        | 843          | 6,67         |             |             |
| 3           | Lionel Camblanne           |             | DVD         | 4 914        | 38,90        | 6 945       | 56,34       |
| 3           | Anne-Marie Dauga           |             | UMP         | 4 914        | 38,90        | 6 945       | 56,34       |
| 4           | Maryse Longuesserre        |             | PG          | 558          | 4,42         |             |             |
| 4           | Sébastien Teulé            |             | PG          | 558          | 4,42         |             |             |
| 5           | Patrick Corréas            |             | FN          | 2 147        | 17,00        |             |             |
| 5           | Florence Larget-Piet       |             | FN          | 2 147        | 17,00        |             |             |
|             |                            |             |             |              |              |             |             |
| Inscrits    | Inscrits                   | Inscrits    | Inscrits    | 23 984       | 100,00       | 23 980      | 100,00      |
| Abstentions | Abstentions                | Abstentions | Abstentions | 10 830       | 45,16        | 10 691      | 44,58       |
| Votants     | Votants                    | Votants     | Votants     | 13 154       | 54,84        | 13 289      | 55,42       |
| Blancs      | Blancs                     | Blancs      | Blancs      | 294          | 2,24         | 550         | 4,14        |
| Nuls        | Nuls                       | Nuls        | Nuls        | 227          | 1,73         | 412         | 3,10        |
| Exprimés    | Exprimés                   | Exprimés    | Exprimés    | 12 633       | 96,04        | 12 327      | 92,76       |

### Canton de Mont-de-Marsan-1
| Candidats            | Candidats            | Partis      | Partis      | Premier tour | Premier tour | Second tour | Second tour |
| Candidats            | Candidats            | Partis      | Partis      | Voix         | %            | Voix        | %           |
| -------------------- | -------------------- | ----------- | ----------- | ------------ | ------------ | ----------- | ----------- |
| 1                    | Stéphane Bruey       |             | EÉLV        | 378          | 4,33         |             |             |
| 1                    | Laurence Motoman     |             | EÉLV        | 378          | 4,33         |             |             |
| 2                    | Julien Antunès       |             | FN          | 1 627        | 18,65        |             |             |
| 2                    | Renée Igounet        |             | FN          | 1 627        | 18,65        |             |             |
| 3                    | Alain Bache          |             | PCF         | 559          | 6,41         |             |             |
| 3                    | Christine Carrasquet |             | PCF         | 559          | 6,41         |             |             |
| 4                    | Mathieu Ara          |             | MoDem       | 3 111        | 35,66        | 4 402       | 52,97       |
| 4                    | Chantal Gonthier     |             | UMP         | 3 111        | 35,66        | 4 402       | 52,97       |
| 5                    | Sylvie Ségas-Lafitte |             | PS          | 3 049        | 34,95        | 3 909       | 47,03       |
| 5                    | Didier Simon*        |             | PS          | 3 049        | 34,95        | 3 909       | 47,03       |
|                      |                      |             |             |              |              |             |             |
| Inscrits             | Inscrits             | Inscrits    | Inscrits    | 16 708       | 100,00       | 16 705      | 100,00      |
| Abstentions          | Abstentions          | Abstentions | Abstentions | 7 607        | 45,53        | 7 727       | 46,26       |
| Votants              | Votants              | Votants     | Votants     | 9 101        | 54,47        | 8 978       | 53,74       |
| Blancs               | Blancs               | Blancs      | Blancs      | 229          | 2,52         | 395         | 4,40        |
| Nuls                 | Nuls                 | Nuls        | Nuls        | 148          | 1,63         | 272         | 3,03        |
| Exprimés             | Exprimés             | Exprimés    | Exprimés    | 8 724        | 95,86        | 8 311       | 92,57       |
| * conseiller sortant |                      |             |             |              |              |             |             |

### Canton de Mont-de-Marsan-2
| Candidats            | Candidats              | Partis      | Partis      | Premier tour | Premier tour | Second tour | Second tour |
| Candidats            | Candidats              | Partis      | Partis      | Voix         | %            | Voix        | %           |
| -------------------- | ---------------------- | ----------- | ----------- | ------------ | ------------ | ----------- | ----------- |
| 1                    | Arlette Tapiau-Dangla  |             | FG          | 703          | 6,14         |             |             |
| 1                    | David Villegas         |             | PCF         | 703          | 6,14         |             |             |
| 2                    | Michaël Aulnette       |             | FN          | 1 868        | 16,32        |             |             |
| 2                    | Corinne Hulot          |             | FN          | 1 868        | 16,32        |             |             |
| 3                    | Pascale Buiche         |             | PS          | 3 927        | 34,31        | 4 728       | 45,16       |
| 3                    | Renaud Lahitête*       |             | PS          | 3 927        | 34,31        | 4 728       | 45,16       |
| 4                    | Geneviève Darrieussecq |             | MoDem       | 4 946        | 43,22        | 5 741       | 54,84       |
| 4                    | Pierre Mallet          |             | MoDem       | 4 946        | 43,22        | 5 741       | 54,84       |
|                      |                        |             |             |              |              |             |             |
| Inscrits             | Inscrits               | Inscrits    | Inscrits    | 20 667       | 100,00       | 19 687      | 100,00      |
| Abstentions          | Abstentions            | Abstentions | Abstentions | 8 763        | 42,40        | 8 504       | 43,20       |
| Votants              | Votants                | Votants     | Votants     | 11 904       | 57,60        | 11 183      | 56,80       |
| Blancs               | Blancs                 | Blancs      | Blancs      | 284          | 2,39         | 409         | 3,66        |
| Nuls                 | Nuls                   | Nuls        | Nuls        | 176          | 1,48         | 305         | 2,73        |
| Exprimés             | Exprimés               | Exprimés    | Exprimés    | 11 444       | 96,14        | 10 469      | 93,62       |
| * conseiller sortant |                        |             |             |              |              |             |             |

### Canton d'Orthe et Arrigans
| Candidats            | Candidats              | Partis      | Partis      | Premier tour | Premier tour | Second tour | Second tour |
| Candidats            | Candidats              | Partis      | Partis      | Voix         | %            | Voix        | %           |
| -------------------- | ---------------------- | ----------- | ----------- | ------------ | ------------ | ----------- | ----------- |
| 1                    | Jean Pétrau*           |             | DVD         | 3 615        | 35,35        | 4 405       | 45,34       |
| 1                    | Marie-José Siberchicot |             | UMP         | 3 615        | 35,35        | 4 405       | 45,34       |
| 2                    | Rachel Durquéty        |             | PS          | 4 861        | 47,54        | 5 310       | 54,66       |
| 2                    | Yves Lahoun*           |             | PCF         | 4 861        | 47,54        | 5 310       | 54,66       |
| 3                    | Denis Chiriaux         |             | FN          | 1 749        | 17,11        |             |             |
| 3                    | Marie-France Gosselin  |             | FN          | 1 749        | 17,11        |             |             |
|                      |                        |             |             |              |              |             |             |
| Inscrits             | Inscrits               | Inscrits    | Inscrits    | 17 579       | 100,00       | 17 578      | 100,00      |
| Abstentions          | Abstentions            | Abstentions | Abstentions | 6 878        | 39,13        | 7 232       | 41,14       |
| Votants              | Votants                | Votants     | Votants     | 10 701       | 60,87        | 10 346      | 58,86       |
| Blancs               | Blancs                 | Blancs      | Blancs      | 309          | 2,89         | 414         | 4,00        |
| Nuls                 | Nuls                   | Nuls        | Nuls        | 167          | 1,56         | 217         | 2,10        |
| Exprimés             | Exprimés               | Exprimés    | Exprimés    | 10 225       | 95,55        | 9 715       | 93,90       |
| * conseiller sortant |                        |             |             |              |              |             |             |

### Canton du Pays morcenais tarusate
| Candidats   | Candidats             | Partis      | Partis      | Premier tour | Premier tour | Second tour | Second tour |
| Candidats   | Candidats             | Partis      | Partis      | Voix         | %            | Voix        | %           |
| ----------- | --------------------- | ----------- | ----------- | ------------ | ------------ | ----------- | ----------- |
| 1           | José Huici            |             | PCF         | 1 440        | 12,68        |             |             |
| 1           | Pascale Mourière      |             | PCF         | 1 440        | 12,68        |             |             |
| 2           | Jean-Pierre Pourrut   |             | DLF         | 390          | 3,43         |             |             |
| 2           | Aline Urban Lartigue  |             | DLF         | 390          | 3,43         |             |             |
| 3           | Paul Carrère          |             | PS          | 4 977        | 43,82        | 6 503       | 62,94       |
| 3           | Dominique Degos       |             | PS          | 4 977        | 43,82        | 6 503       | 62,94       |
| 4           | Muriel Lacazé         |             | FN          | 2 221        | 19,55        |             |             |
| 4           | Yann Leverrier        |             | FN          | 2 221        | 19,55        |             |             |
| 5           | Isabelle Dupouy       |             | DVD         | 2 331        | 20,52        | 3 829       | 37,06       |
| 5           | Thierry Socodiabéhère |             | MoDem       | 2 331        | 20,52        | 3 829       | 37,06       |
|             |                       |             |             |              |              |             |             |
| Inscrits    | Inscrits              | Inscrits    | Inscrits    | 20 333       | 100,00       | 20 329      | 100,00      |
| Abstentions | Abstentions           | Abstentions | Abstentions | 8 245        | 40,55        | 8 811       | 43,34       |
| Votants     | Votants               | Votants     | Votants     | 12 088       | 59,45        | 11 518      | 56,66       |
| Blancs      | Blancs                | Blancs      | Blancs      | 474          | 3,92         | 659         | 5,72        |
| Nuls        | Nuls                  | Nuls        | Nuls        | 255          | 2,11         | 527         | 4,58        |
| Exprimés    | Exprimés              | Exprimés    | Exprimés    | 11 359       | 93,97        | 10 332      | 89,7        |

### Canton du Pays tyrossais
| Candidats   | Candidats         | Partis      | Partis      | Premier tour | Premier tour | Second tour | Second tour |
| Candidats   | Candidats         | Partis      | Partis      | Voix         | %            | Voix        | %           |
| ----------- | ----------------- | ----------- | ----------- | ------------ | ------------ | ----------- | ----------- |
| 1           | Sylvie Bergeroo   |             | PS          | 3 980        | 31,97        | 5 762       | 50,24       |
| 1           | Jean-Luc Delpuech |             | PS          | 3 980        | 31,97        | 5 762       | 50,24       |
| 2           | Henri Arbeille    |             | DVD         | 3 558        | 28,58        | 5 708       | 49,76       |
| 2           | Corine Lafitte    |             | DVD         | 3 558        | 28,58        | 5 708       | 49,76       |
| 3           | Christophe Carrey |             | PCF         | 888          | 7,13         |             |             |
| 3           | Fusilha Destenabe |             | PCF         | 888          | 7,13         |             |             |
| 4           | Gérald Albano     |             | DVG         | 1 427        | 11,46        |             |             |
| 4           | Nora Azzouzi      |             | DVG         | 1 427        | 11,46        |             |             |
| 5           | Isabelle Le Carff |             | FN          | 2 595        | 20,85        |             |             |
| 5           | Jean-Marie Vanier |             | FN          | 2 595        | 20,85        |             |             |
|             |                   |             |             |              |              |             |             |
| Inscrits    | Inscrits          | Inscrits    | Inscrits    | 24 842       | 100,00       | 24 842      | 100,00      |
| Abstentions | Abstentions       | Abstentions | Abstentions | 11 740       | 47,26        | 12 171      | 48,99       |
| Votants     | Votants           | Votants     | Votants     | 13 102       | 52,74        | 12 671      | 51,01       |
| Blancs      | Blancs            | Blancs      | Blancs      | 411          | 3,14         | 754         | 5,95        |
| Nuls        | Nuls              | Nuls        | Nuls        | 243          | 1,85         | 447         | 3,53        |
| Exprimés    | Exprimés          | Exprimés    | Exprimés    | 12 448       | 95,01        | 11 470      | 90,52       |

### Canton de Seignanx
| Candidats            | Candidats                | Partis      | Partis      | Premier tour | Premier tour | Second tour | Second tour |
| Candidats            | Candidats                | Partis      | Partis      | Voix         | %            | Voix        | %           |
| -------------------- | ------------------------ | ----------- | ----------- | ------------ | ------------ | ----------- | ----------- |
| 1                    | Andrée Prat              |             | FN          | 1 810        | 17,45        |             |             |
| 1                    | Claude Sinké             |             | FN          | 1 810        | 17,45        |             |             |
| 2                    | Lionel Causse *          |             | PS          | 2 963        | 28,56        |             |             |
| 2                    | Isabelle Dufau           |             | PS          | 2 963        | 28,56        |             |             |
| 3                    | Gérard Claverie          |             | EÉLV        | 598          | 5,76         |             |             |
| 3                    | Marie-Ange Delavenne     |             | EÉLV        | 598          | 5,76         |             |             |
| 4                    | Éva Belin                |             | FG          | 3 165        | 30,51        | 4 471       | 100,00      |
| 4                    | Jean-Marc Lespade        |             | PCF         | 3 165        | 30,51        | 4 471       | 100,00      |
| 5                    | Virginie Deflandre-Faure |             | UMP         | 1 837        | 17,71        |             |             |
| 5                    | Mathieu Lauvray          |             | DLF         | 1 837        | 17,71        |             |             |
|                      |                          |             |             |              |              |             |             |
| Inscrits             | Inscrits                 | Inscrits    | Inscrits    | 19 974       | 100,00       | 19 975      | 100,00      |
| Abstentions          | Abstentions              | Abstentions | Abstentions | 9 193        | 46,02        | 11 672      | 58,43       |
| Votants              | Votants                  | Votants     | Votants     | 10 781       | 53,98        | 8 303       | 41,57       |
| Blancs               | Blancs                   | Blancs      | Blancs      | 247          | 2,29         | 3 090       | 37,22       |
| Nuls                 | Nuls                     | Nuls        | Nuls        | 161          | 1,49         | 742         | 8,94        |
| Exprimés             | Exprimés                 | Exprimés    | Exprimés    | 10 373       | 96,22        | 4 471       | 53,85       |
| * conseiller sortant |                          |             |             |              |              |             |             |